# Let There Be Rock
A Let There Be Rock az ausztrál AC/DC együttes albuma, amely 1977 júniusában jelent meg az Egyesült Államokban, egy kissé más formában, mint a három hónappal korábban kiadott ausztrál, és a későbbi európai változat. Ezen az albumon játszott utoljára AC/DC-felvételen a basszusgitáros Mark Evans.
Az együttes első amerikai turnéjához igazított kiadásról lehagyták a "Crabsody in Blue" c. számot, és helyette az USA-ban akkor még meg nem jelent 1976-os Dirty Deeds Done Dirt Cheap lemezről a "Problem Child" egy rövidített verziója került fel helyette, amit a címadó "Let There Be Rock" dallal közös kislemezen is kiadtak. A lemez borítóját is lecserélték. Az eredeti fekete, gitáros fotó helyére az együttest a színpadon ábrázoló grafika került, amelyen elsőként használták a mára klasszikussá vált AC/DC logót. A Let There Be Rock album későbbi CD-s újrakiadásai világszerte az amerikai változat alapján készültek.
Az album több dala is, mint a címadó, vagy a "Hell Ain't a Bad Place to Be", de különösen a "Whole Lotta Rosie" a mai napig állandó szereplői az együttes koncertprogramjának.

## Az album dalai

### Első oldal
1. "Go Down" – 5:18 (a későbbi CD-kiadáson – 5:31)
2. "Dog Eat Dog" – 3:34
3. "Let There Be Rock" – 6:06
4. "Bad Boy Boogie" – 4:27

### Második oldal
1. "Problem Child" – 5:24
2. "Overdose" – 6:09
3. "Hell Ain't a Bad Place to Be" – 4:21
4. "Whole Lotta Rosie" – 5:24

## Közreműködők
- Bon Scott – ének
- Angus Young – szólógitár
- Malcolm Young – ritmusgitár
- Mark Evans – basszusgitár
- Phil Rudd – dob